# 蘇查瑞·巴克迪
蘇查瑞·巴克迪（1946年11月1日—）是一名泰裔德籍微生物学家，前美茵茨大学教授。
蘇查瑞·巴克迪聲稱2019冠狀病毒病並不比流感的威脅大，人們不應該戴口罩或者隔離檢疫，而且任何2019冠狀病毒病疫苗都“毫无意义”，並且接種疫苗還會導致人口減少。
2021年，他加入了德国基层民主党並在竞选活动中發表了反犹太言論，他表示以色列比纳粹德国“更糟糕”，“这就是犹太人的坏处”。